# Gladys Pyle
Gladys Pyle (Huron, 4 de outubro de 1890 – Huron, 14 de março de 1989) foi uma professora e política norte-americana. Filiada ao Partido Republicano, foi eleita para o Senado dos Estados Unidos pela Dakota do Sul. Pyle integrou o Senado de novembro de 1937 a janeiro de 1938. Anteriormente, trabalhou como professora e foi Secretária de Estado da Dakota do Sul de 1927 a 1931.